# John Aubrey
John Aubrey (Malmesbury, 12 marzo 1626 – 7 giugno 1697) è stato un fisico, naturalista, letterato, pittore ma soprattutto antiquario britannico del XVII secolo.

## Biografia
Nasce a Easton Piers o Percy, nei pressi di Malmesbury, Wiltshire nel 1626 e muore alla fine del secolo nel 1697. Membro della Royal Society di Londra, conduce una vita da nobile squattrinato, ma è in contatto con tutti gli intellettuali più importanti del suo tempo. La sua opera principale è Monumenta Britannica, che si divide in tre parti: Usi e Costumi dei Druidi, Architettura e quelle che oggi definiremmo strutture "barrows" ovvero urne, tombe, fossati. Vi è una quarta parte detta Miscellanea che è interpretativa per il testo, divisa in 4 cronologie.
Il suo apporto all'antiquaria è pionieristico: nessuno prima di lui concepisce lo scavo come qualcosa di relazionabile a fattori etnografici e stratigrafici. Egli stesso è ben cosciente dell'apporto dato alla disciplina del tempo quando afferma di aver portato una sottile nebbia dove prima c'era il buio più totale e di essere stato il primo a essersi spinto così in avanti per i risultati ottenuti.

## Brevi vite di persone eminenti
Nel 1680 Aubrey ha iniziato a lavorare alla sua collezione di profili biografici, da lui intitolata "Schediasmata: Brief Lives". Nel 1681 l'ha mostrata ad Anthony Wood, ma ha continuato a lavorarci fino al 1693, quando ha depositato i suoi manoscritti (tre volumi in folio), al Museo Ashmolean; ora sono custoditi alla Bodleian Library, come MSS Aubrey 6-8.
Come testi manoscritti privati, le "Vite" erano in grado di contenere il materiale riccamente controverso che costituisce il loro principale interesse ed il maggior contributo di Aubrey alla formazione della scrittura biografica moderna. Quando permise ad Anthony Wood di utilizzare i testi, Aubrey lo fece avvertendolo che gran parte del contenuto delle Vite "non era adatto ad essere divulgato" mentre i soggetti descritti e l'autore erano ancora in vita.
Una parte delle "minute delle vite" è stata pubblicata nel 1813 come Lettere scritte da personalità eminenti nei secoli XVII e XVIII. Una trascrizione quasi completa, Vite brevi soprattutto di contemporanei scritte da John Aubrey tra gli anni 1669 e 1696, fu pubblicata dal reverendo Andrew Clark presso Clarendon Press nel 1898. Questa rappresentò per un secolo la migliore edizione disponibile, nonostante un certo numero di escissioni dovute ai costumi tardo-vittoriani. Più facilmente disponibili (ma molto più selettive) sono state le versioni a cura di Anthony Powell (1949), Oliver Lawson Dick (1949), e di John Buchanan-Brown (2000), contenente un'ottima breve introduzione di Michael Hunter. Nel 2015 è finalmente uscita la prima edizione integrale delle Brief Lives in due volumi riccamente annotati, e una dettagliata introduzione, a cura di Kate Bennett.
Aubrey ha scritto anche una vita del filosofo Thomas Hobbes (Bodleian MS Aubrey 9) che è spesso raggruppata con la vita breve, ma è in effetti un lavoro separato ed autonomo, che è servito come base per la biografia latina di Richard Blackburne, Vitae Hobbianae auctarium, pubblicata nel 1682.